# Monardia brachyptera
Monardia brachyptera är en tvåvingeart som först beskrevs av Jean-Jacques Kieffer 1913.  Monardia brachyptera ingår i släktet Monardia och familjen gallmyggor.
Artens utbredningsområde är Algeriet. Inga underarter finns listade i Catalogue of Life.